# Maria Dąbrowska

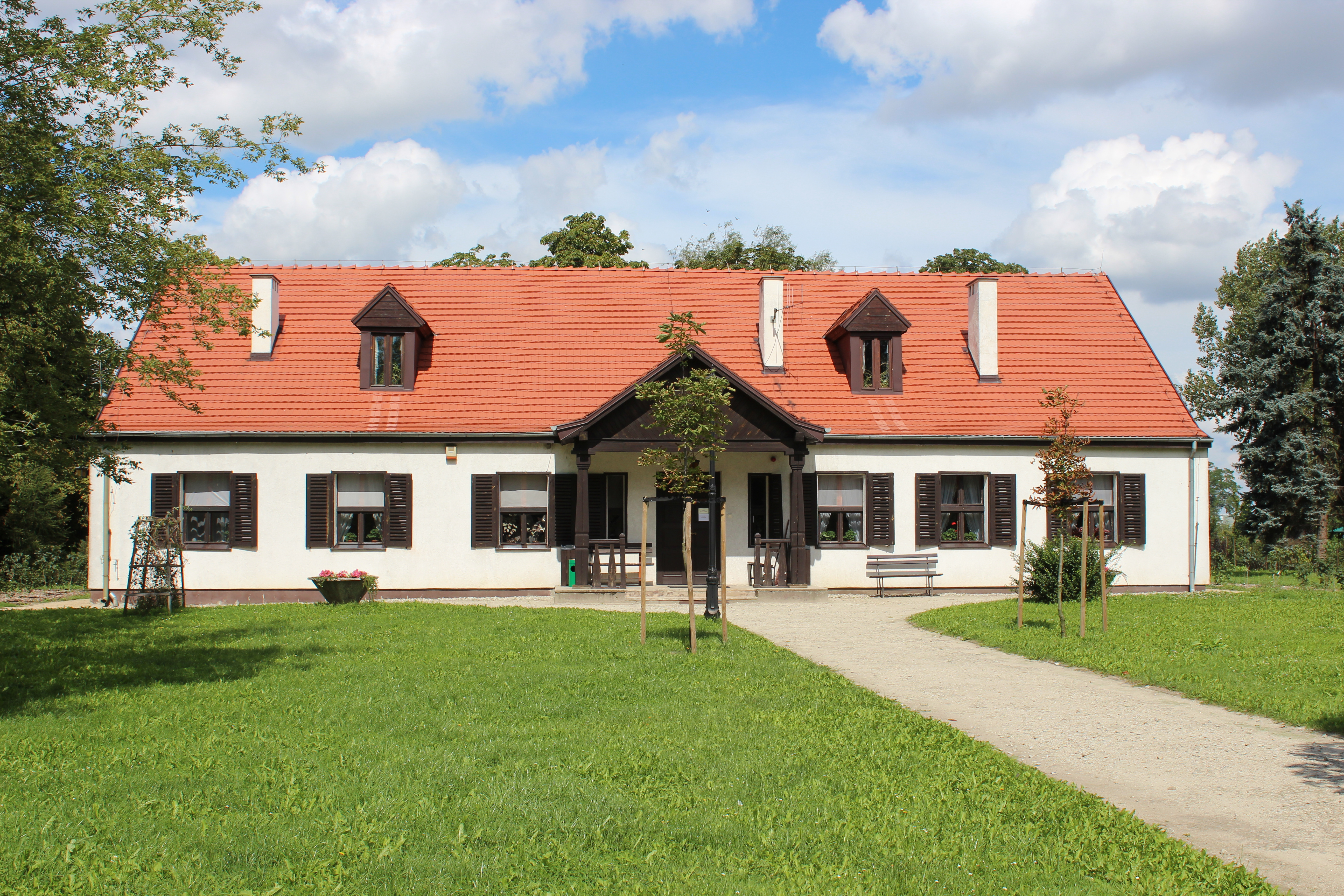
Trang viên gia đình của Maria Dąbrowska ở Russów

Maria Dąbrowska ([dɔmˈbrɔfska]; tên khai sinh là Maria Szumska; sinh ngày 6 tháng 10 năm 1889 - mất ngày 19 tháng 5 năm 1965) là một nhà văn, tiểu thuyết gia, nhà tiểu luận, nhà báo và nhà viết kịch người Ba Lan. Bà là tác giả của tiểu thuyết lịch sử gồm bốn quyển nổi tiếng khắp Ba Lan có tên là Noce i dnie (Nights and Days). Bà viết tiểu thuyết này từ năm 1932 đến năm 1934. Tiểu thuyết đã được Jerzy Antczak dựng thành bộ phim cùng tên vào năm 1975. Maria Dąbrowska đã được trao giải thưởng danh giá Vòng nguyệt quế vàng của Viện Hàn lâm Văn học Ba Lan vào năm 1935. Bà đã 5 lần được đề cử Giải Nobel Văn học. Bà đã dịch Nhật ký của Samuel Pepys sang tiếng Ba Lan.

## Tiểu sử
Maria Dąbrowska có tên khai sinh là Maria Szumska. Bà sinh tại Russów, lân cận Kalisz, Vương quốc Lập hiến Ba Lan, vùng này chịu sự kiểm soát của quân đội Sa hoàng. Cha mẹ bà thuộc tầng lớp thượng lưu, sau rơi vào hoàn cảnh nghèo khó (ziemiaństwo). Bà mắc chứng esotropia nên bị “mắt lác”. Maria Dąbrowska học xã hội học, triết học và khoa học tự nhiên ở Lausanne và Brussels. Bà định cư ở Warsaw từ năm 1917. Maria Dąbrowska quan tâm cả lĩnh vực văn học và chính trị nên bà luôn hết mình giúp đỡ những người có hoàn cảnh nghèo khó. Trong thời kỳ Đệ Nhị Cộng hòa Ba Lan, bà làm một công việc tạm thời trong Bộ Nông nghiệp Ba Lan, đồng thời ngày càng mạo hiểm làm báo và quan tâm đến đời sống của quần chúng. Năm 1927, Maria Dąbrowska viết nhiều hơn về nhân quyền. Trong các tiểu thuyết, vở kịch và bài báo của mình, bà phân tích những hậu quả tâm lý mà các khó khăn gây ra và những tổn thương trong đời sống của những người dân thường.
Bà kết hôn với Marian Dąbrowski. Chồng bà đột ngột qua đời khi bà 36 tuổi. Người bạn đời thứ hai của bà là Stanisław Stempowski, hơn bà 19 tuổi. Hai người sống với nhau như vợ chồng cho đến khi Chiến tranh thế giới thứ hai bùng nổ. Trong thời gian Ba Lan bị chiếm đóng, bà ở lại Warsaw và ủng hộ đời sống văn hóa ngầm của Ba Lan. Vào khoảng thời gian đó, Maria Dąbrowska kết giao với Anna Kowalska và Jerzy Kowalski, một cặp vợ chồng cùng trong giới văn học. Họ có mối quan hệ yêu đương tay ba, và Maria có một đứa con với Jerzy vào năm 1946, nhưng ông đột ngột qua đời vào năm 1948. Hai người phụ nữ ở bên nhau trong 20 năm sau đó dù bà đã nhiều lần thuyết phục Anna tái hôn. Maria Dąbrowska đã được trao tặng Huân chương Polonia Restituta trong thời Stalin. Năm 1964, bà là một trong những người ký vào Thư số 34 gửi Thủ tướng Józef Cyrankiewicz trình bày về quyền tự do văn hóa. Maria Dąbrowska mất tại một bệnh xá ở Warsaw vào năm 1965, hưởng thọ 75 tuổi.

## Tác phẩm
- Dzieci ojczyzny (Fatherland's Children), 1918
- Gałąź czereśni (The Cherry Branch), 1922
- Uśmiech dzieciństwa, (The Smile of Childhood) 1923
- Ludzie stamtąd, 1926
- Marcin Kozera, 1927
- Dzikie ziele, 1925-1929
- Noce i dnie (Nights and Days), 1932 - 1934
- Znaki życia (The Signs of Life), 1938
- Gwiazda zaranna, (The Morning Star) 1955
- Dzienniki (Journals), (1914-1965)